# Història de l'educació a Espanya
La història de l'educació a Espanya és la història de l'educació als territoris que pertanyen a Espanya, des de l'època moderna i l'humanisme fins a l'actualitat. Tracta els diferents tipus d'educació i ensenyament que s'han anat fent segons els oficis i professions, classes socials, religions, sexes i altres especificitats personals i socials. Inclou educació formal i no formal, universal i selectiva, els professors i tutors particulars, les universitats, l'autodidactisme, les acadèmies d'arts i oficis, l'aparició del concepte de ciència i mètode científic, la tecnologia i l'aparició d'escoles politècniques i l'enginyeria, l'escolarització obligatòria i l'escola lliure, l'educació pública i privada, l'educació obligatòria, etc.

## Edat Moderna
Durant els segles XVI i XVII, la pedagogia a Espanya es va enfocar a l'educació del príncep i la noblesa. L'educació espanyola de finals del segle xv i inicis del XVI va estar influenciada per l'humanisme, el qual va ser impulsat pels Reis Catòlics. Ells van influir en els membres de la cort perquè es dediquessin a l'estudi de les lletres i perquè mantinguessin un comportament adequat.

### Humanisme: esplendor i decadència

#### Noblesa

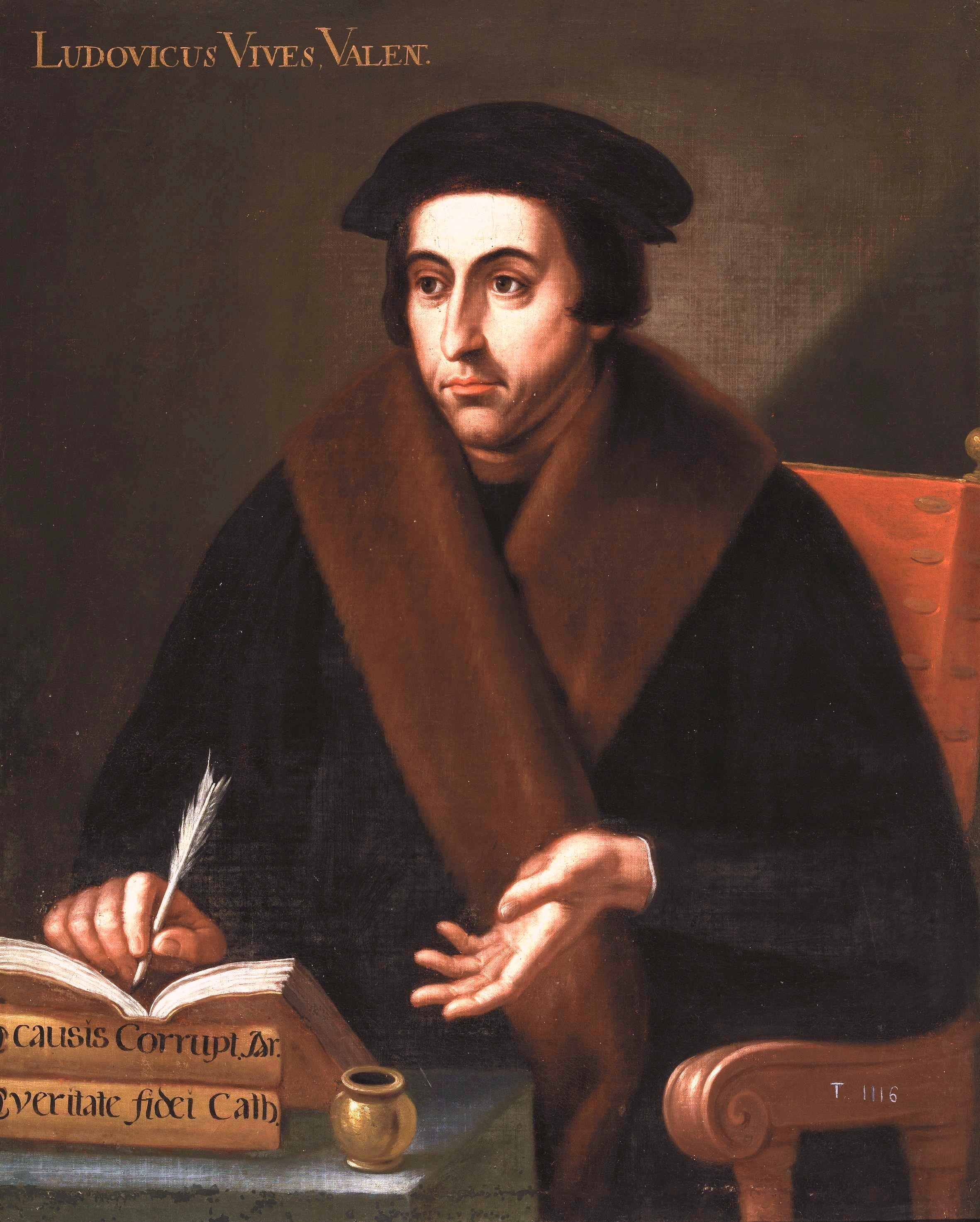
Joan Lluís Vives

Els prínceps i infants estudiaven, juntament amb alguns nens de famílies importants, a l'aula règia amb els humanistes més reconeguts. Per a ells es van escriure nombrosos tractats que tenien com a objectiu educar els futurs governants. La seva preparació estava basada en l'educació física (com que els prínceps havien de ser àgils i caps d'exèrcits, s'entrenaven en salt, javelina, defensa personal, ús de l'espasa i la llança, i cavalcada i caça) i en l'estudi d'autors clàssics i història. A banda de llegir autors clàssics, se'ls inculcava l'admiració i el respecte pels sants, les figures del cristianisme i Déu. També se'ls ensenyaven modals, com ara la cortesia per a la diplomàcia o el comportament adequat en cerimònies. Per la seva banda, els fills dels nobles estudiaven a l'escola palatina a càrrec de Pere Màrtir d'Angleria, i posteriorment estudiaven a les universitats i accedien a càrrecs burocràtics i administratius.
Les dones van adquirir atenció particular, perquè es va reconèixer la importància de la seva educació com a preservadores de la religió i la moral, la qual va quedar reflectida en l'escriptura de diversos tractats. Joan Lluís Vives va escriure l'any 1523 un dels tractats més reconeguts: De la Instrucció de la dona cristiana, on la lectura religiosa adquireix un paper rellevant a l'educació femenina.

#### Burgesia

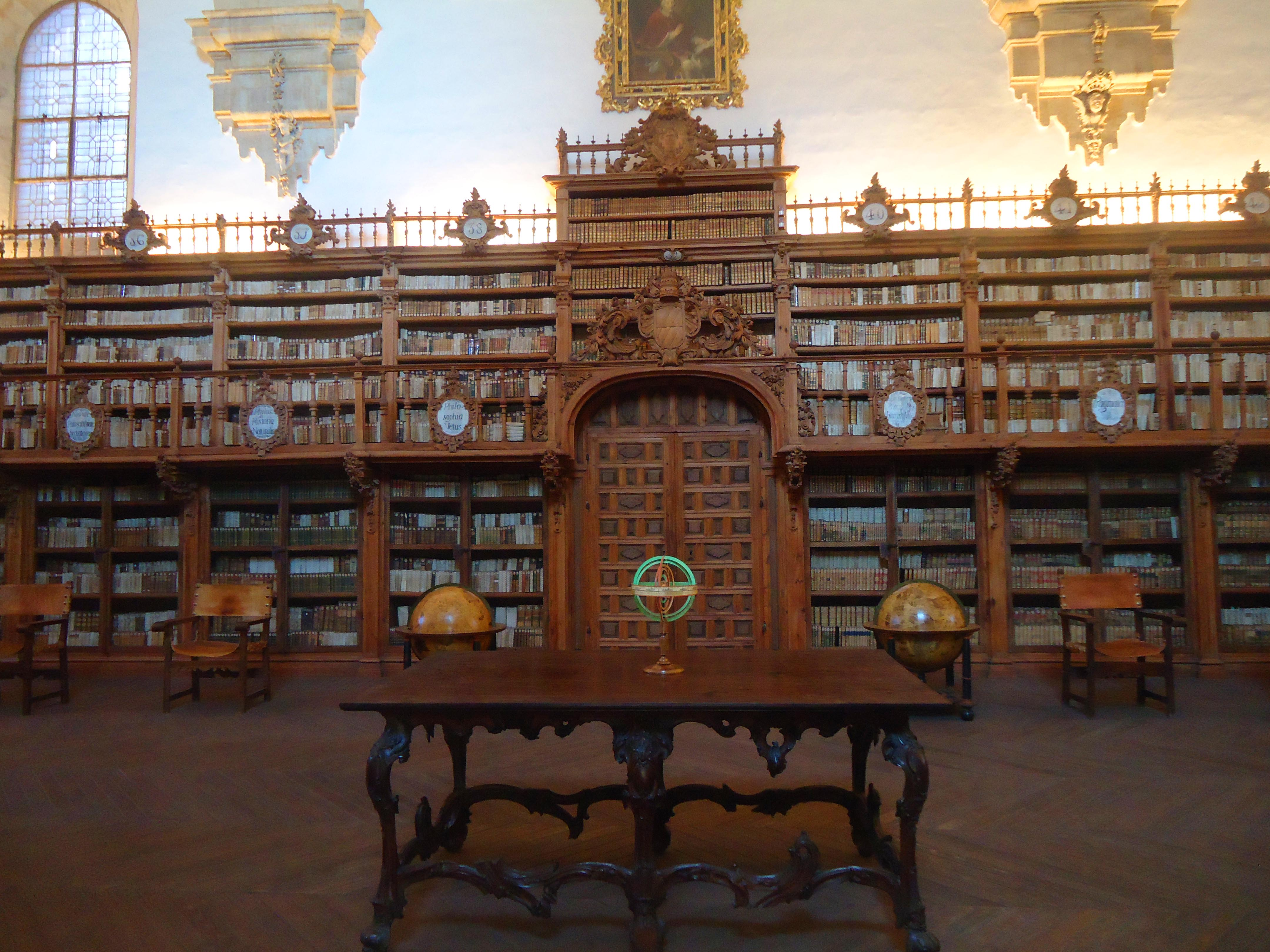
Biblioteca Antiga 2, Escoles Majors, Universitat de Salamanca

A l'Edat Moderna, els fills primogènits heretaven la riquesa dels seus pares i els fills que seguien havien de dedicar-se a les lletres, per la qual cosa ingressaven als col·legis o a les universitats. La baixa noblesa, constituïda pels gentilhomes (persones amb títol nobiliari però sense diners), també hi assistien. Va ser una època en la qual l'educació universitària donava a les persones l'oportunitat d'ascendir en l'estratificació social i adquirir prestigi, perquè els seus serveis i coneixements eren requerits pels reis. Les universitats més importants del país van ser les de Salamanca, Alcalá de Henares i Valladolid. Les carreres que s'estudiaven eren teologia, jurisprudència i medicina. També s'ensenyava llatí i arts liberals, les quals van conviure amb la tradició escolàstica medieval.
No obstant això, al llarg del segle xvii, les idees humanistes van perdre força. A més, es considerava que l'entrada massiva d'estudiants a les universitats privades reduïa el nombre d'homes per treballar les terres. Per aquesta raó es va començar a controlar i a limitar l'accés d'estudiants a les universitats i als col·legis, així com l'ensenyament del llatí (requisit bàsic per ingressar als estudis superiors) i l'ensenyament elemental en les primeres lletres i a nens orfes.

#### Societat
Pel que fa a la resta de la població, la majoria era analfabeta perquè la seva adquisició de coneixement era principalment per transmissió oral o visual, i a càrrec de l'Església Catòlica a través de la predicació, la confessió, els espectacles i les imatges. No obstant això, va haver-hi pràctiques que van permetre un augment en l'alfabetització de la població espanyola al llarg del segle xvi. Les escoles de primeres lletres van ser impulsades per ordres religioses i per municipis, els quals van procurar l'ensenyament de la lectura, l'escriptura, els nombres i el catecisme. En els gremis, s'acceptaven els nens i els joves per servir als artesans a canvi que se'ls hi ensenyés a llegir, a escriure i algun ofici. D'altra banda, també hi havia mestres (clergues o universitaris) que vivien a casa de l'alumne.
Al segle xvii es considera que va haver-hi un estancament a l'educació a causa de la desorganització i la falta d'administració estatal. No obstant això, va arribar el segle en el qual els mestres van començar a rebre salari de l'ajuntament i el seu treball i horari va ser regulat, i es van començar a utilitzar manuals i abecedaris. Paral·lelament, va formant-se el gremi de mestres, on l'admissió era controlada i els interessos defensats pel gremi, els quals no sempre estaven orientats cap al benefici dels estudiants. Pel que fa als nens, no va existir un pla de l'Estat per a la seva educació, per la qual cosa ells assistien a les parròquies on els capellans (que no eren exclusivament mestres, perquè també exercien altres activitats) els ensenyaven a llegir, fins que posteriorment van ser desplaçats de manera gradual pels jesuïtes. La situació econòmica de molts nens els obligava a deixar l'escola per treballar i recolzar a l'economia familiar, encara que molts d'ells van rebre educació i van aprendre a llegir en els gremis als quals ingressaven.

#### Companyia de Jesús

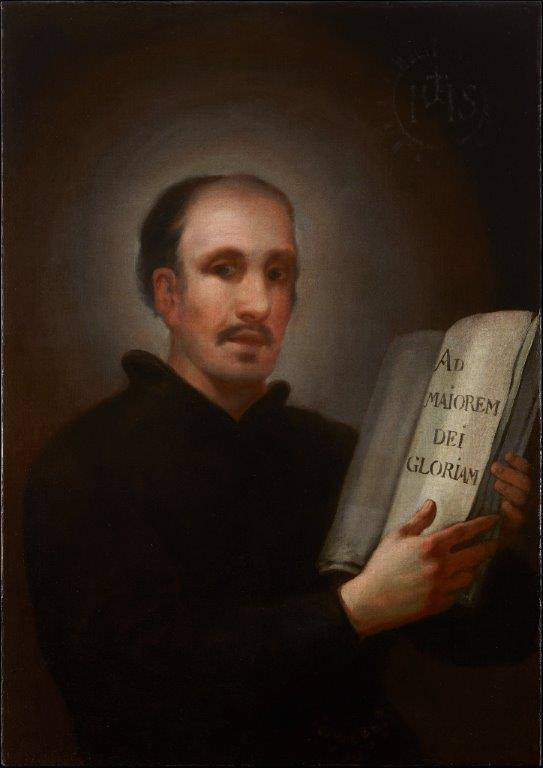
Sant Ignasi de Loiola

La Companyia de Jesús o jesuïtes és un orde religiós fundat per Ignasi de Loiola l'any 1534. Les seves activitats van iniciar-se sense intencions d'ensenyament, com a residències per als joves que acudien a la universitat. Van començar a impartir classes de teologia i filosofia gradualment de manera informal i amb una tendència humanista. El Col·legi de Gandia va ser el primer de l'orde i, des de la seva fundació, va ser residència, s'hi van fer classes i es van admetre estudiants externs. Des de llavors, i al llarg del segle xvi, van començar a fundar-se col·legis amb aquesta finalitat. Als seus cursos de teologia i filosofia acudien els fills de les famílies acomodades, però com que les classes eren gratuïtes també hi assistien joves humils per aprendre a llegir.

### Il·lustració
L'arribada de la Casa de Borbó a la corona de la Monarquia Espanyola dugué polítiques il·lustrades, les quals van afectar poc a l'àmbit educatiu al llarg del segle xviii. Això va ser així fins al govern de Carles III d'Espanya, qui va realitzar diverses reformes educatives. Principalment, la seva política va consistir en l'expulsió dels jesuïtes, la reforma de les universitats i dels col·legis universitaris, i la secularització de l'educació. Els "novatores" van ser un grup de pensadors i científics de finals de segle xvii i inicis de segle xviii, les idees dels quals van influir a la filosofia i a la ciència, i que van precedir la Il·lustració.

#### Primeres Lletres

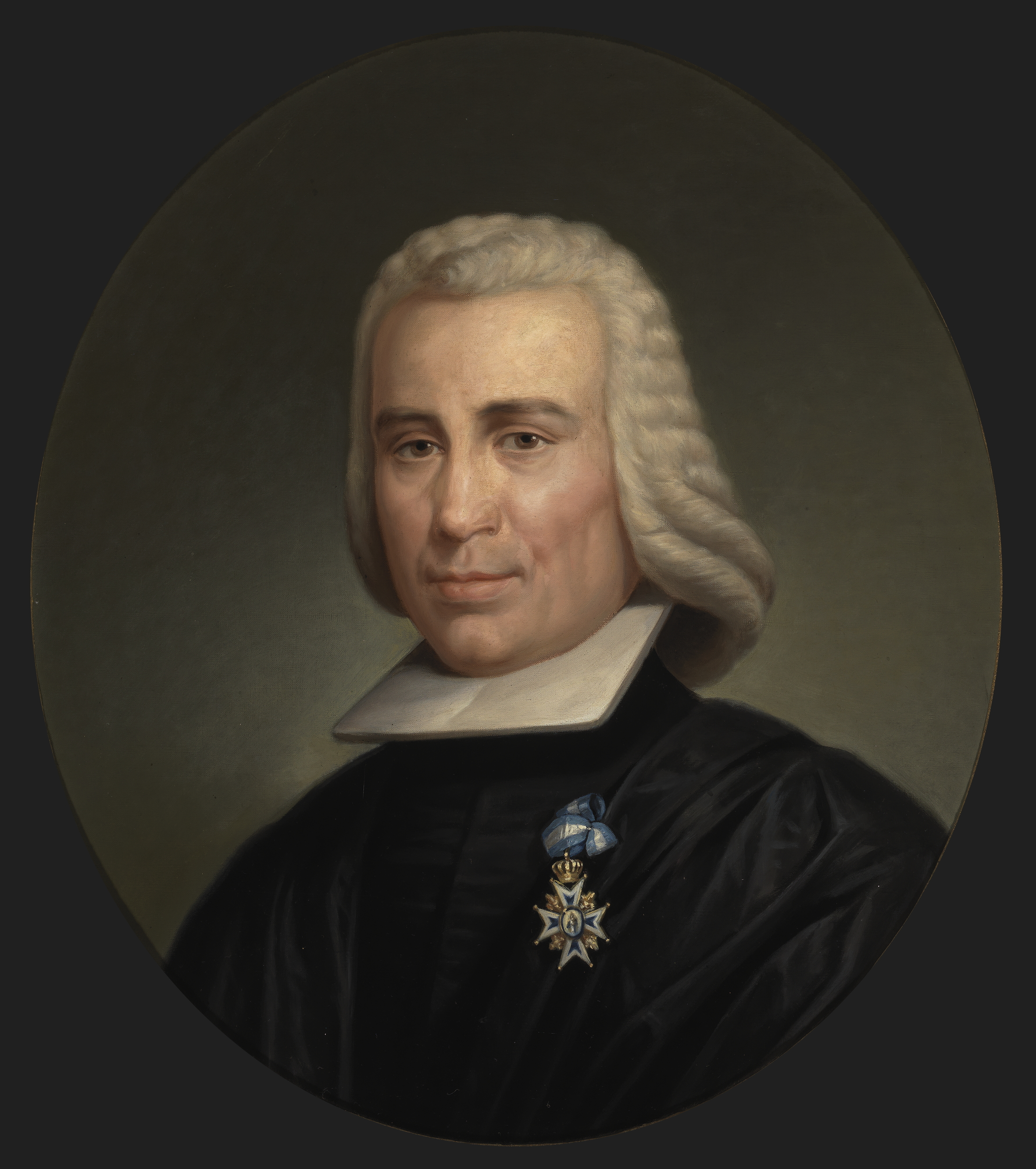
Pedro Rodríguez de Campomanes, comte de Campomanes (Museu del Prado)

Al segle xviii l'analfabetisme era evident i perjudicial per al desenvolupament. L'Estat va prendre mesures per a la preparació de mestres i d'escoles. L'any 1780 es va crear el Col·legi Acadèmic del Noble Art de Primeres Lletres per a la preparació dels mestres. Paral·lelament es van escriure textos, discursos i plans d'estudi per personatges com Pedro Rodríguez de Campomanes, José de Olavide y Jaúregui i Gaspar Melchor de Jovellanos, els quals parlen sobre el progrés, formes d'instrucció, mètodes, ensenyament i educació enfocats als estudiants i denuncien la ineficàcia de les escoles públiques i del sistema educatiu. Joan Picornell rescata una cita que ressalta la importància de que l'Estat s'ocupi per l'educació:

#### Universitat
Les universitats espanyoles es van mantenir al marge dels canvis filosòfics i científics, la qual cosa va esdevenir en el seu endarreriment en els estudis de ciència i plans d'estudi per considerar-se contraris a la doctrina catòlica i al seu tradicional i medieval mètode escolàstic. Van ser considerades obsoletes perquè es creia que les seves cerimònies i discussions corresponien poc amb la realitat espanyola i per la corrupció i complexitat de la seva administració. Per això, la corona va realitzar una reforma universitària a través de la creació del Pla d'estudis de la Universitat de Salamanca el 1771, el qual contenia modificacions administratives i acadèmiques. No obstant això, les reformes no van tenir l'èxit esperat perquè els universitaris van oposar resistència a modificació de les seves pràctiques polítiques i socials. A més, els catedràtics no comptaven amb la preparació necessària per complir el nou pla.
Després de l'expulsió dels jesuïtes el 1767, es van fundar els Reals Estudis de San Isidro de Madrid, dedicats a l'ensenyament secundari els professors del qual serien triats per concurs en lloc de ser triats per les ordres religioses. En aquests, es van ensenyar Belles Lletres, Matemàtiques, Física, Dret Natural i de Gents, grec i Hebreu. Es creà el Pla de 1771, també anomenat Pla d'Aranda, per regular l'ensenyament universitari. En l'ensenyament primari, el buit dels jesuïtes, es va intentar ocupar amb escoles públiques que ensenyessin primeres lletres, Llatí i Retòrica. També es van fundar el Seminari de Nobles de Madrid (1725), el Col·legi de Medicina i Cirurgia a Cadis (1748), l'Observatori de la Marina (1753), la Reial Acadèmia de les Tres Nobles Arts (1757) o el Reial Col·legi de Cirurgia (1760).

## L'educació durant la Guerra de la Independència i l'absolutisme de Ferran VII
La Constitució de 1812 dedica tot el Títol IX a l'educació. Aquest mateix any es constitueix una Junta d'Instrucció Pública i se li encarrega un informe sobre la reforma general de l'educació nacional. El poeta i polític Manuel José Quintana va elaborar el 1813 l'anomenat Informe Quintana que, posteriorment, va ser transformat en llei en 1821 durant el Trienni Liberal, i que obligava a fer servir el castellà al sistema escolar.
El retorn de Ferran VII d'Espanya va produir una reacció absolutista que, entre altres conseqüències, va implicar l'atorgament a l'Església catòlica el paper preponderant sobre l'educació que ja havia gaudit amb anterioritat i el retorn al pla de 1771. Per a les universitats es va crear una nova Junta d'Instrucció Pública destinada a l'elaboració d'un programa més d'acord amb els principis de l'absolutisme.
Després del Trienni Liberal es van implantar lleis per regular l'educació, sense que poguessin donar-se lloc les idees revolucionàries o liberals. Es va produir la derogació del Reglament General d'Instrucció Pública de 1821 i la promulgació del Pla literari d'estudis i arranjament general de les universitats del Regne (1824), del Pla i Reglament d'Escoles de Primeres Lletres del Regne (1825) que, a través d'ell, es procedia a l'establiment d'escoles en poblacions amb més de 50 habitants, i el Reglament general de les Escoles de Llatinitat i Col·legis d'Humanitats (1826).

## Segona meitat delseglexix

### Llei Moyanode 1857
La primera llei educativa integral i racional a Espanya va ser la Llei d'Instrucció Pública de 1857, coneguda com a Llei Moyano. Promulgada durant el regnat d'Isabel II, va intentar solucionar el greu problema d'analfabetisme que sofria el país.
Les universitats, el mateix que la societat, no trobaven assossec al convuls segle xix, perquè les condicions econòmiques i polítiques no aconseguien estabilitzar-se. Els successius Governs seguien legislant sense parar. La Dècada Moderada d'Isabel II (1844-1854) es caracteritzarà per les contínues reformes que sofreix el Pla Pidal. El 1850 un reial decret de 28 d'agost parla per primera vegada de les Universitats de Districte. El 1851 s'ordena que les Universitats rendeixin compte mensualment a la Direcció general d'Instrucció Pública. En els anys 1852 i 1853 es fan altres reformes parcials.
D'aquesta manera, quan els progressistes arriben al poder el 1854, ja és evident la necessitat de procedir a una norma que amb rang de llei reguli la complexa trama de la instrucció nacional. Progressistes i moderats conflueixen ara en el tema de l'educació, coincidint en les grans línies del sistema educatiu liberal. Encara que la divisió ideològica reapareixerà més tard amb els partits turnistes de Cánovas i Sagasta, sembla que per aquestes dates no són grans les diferències entre tots dos pel que fa a l'educació. Això explica que, bona part del projecte d'Alonso Martínez -l'única cosa que va donar temps a fer en el bienni progressista- s'incorporés a la llei d'Instrucció Pública del 9 de setembre de 1857, coneguda com a Llei Moyano.
Així, els moderats van aconseguir consolidar el sistema educatiu liberal mitjançant una llei amb vocació de permanència (la llei es mantindria en vigor més de cent anys). El seu artífex, Claudio Moyano, acudiria a la formulació d'una llei de bases que, recollint els principis fonamentals del sistema, evités d'aquesta manera un debat parlamentari sobre qüestions delicades i complexes. Encara que aquest criteri havia estat adoptat anteriorment per altres ministres sense aconseguir resultats positius, el moment polític era ara adequat per a una ràpida tramitació i per a una feliç consecució dels objectius proposats. D'altra banda, existien dues raons fonamentals per aconseguir l'aprovació de les Corts:
1. La necessitat d'una llei general que establís el sistema educatiu construït al llarg de gairebé cinquanta anys.
2. L'existència d'un consens bastant ampli sobre les institucions educatives que les diferents normes havien anat implantant.

Per tot això, pot dir-se que la Llei Moyano no va ser una llei innovadora, sinó una norma que venia a consagrar un sistema educatiu les bases fonamentals del qual es trobaven ja en el Reglament de 1821, en el Pla del Duc de Rivas de 1836 i en el Pla Pidal de 1845.
Aquest caràcter pot observar-se no només en l'organització de l'ensenyament en tres graus sinó en la pròpia regulació de cada nivell acadèmic. Així, en la instrucció primària es recull el criteri tradicional de l'existència de dues etapes d'ensenyament -elemental i superior-, s'estableix també el principi de gratuïtat relativa -només per als nens els pares dels quals no poden pagar-la- o els criteris ja coneguts sobre el seu finançament, selecció dels mestres i regulació de les escoles normals. En l'ensenyament mitjà, que ara adquireix substantivitat pròpia i plena autonomia respecte de la superior, es consagra la divisió en dues classes d'estudis -els generals i els anomenats d'aplicació-, la implantació definitiva dels Instituts i el seu finançament a càrrec dels pressupostos provincials. Finalment, i el que més ens interessa aquí, l'ensenyament universitari es regula mitjançant la distinció ja coneguda d'estudis de Facultat, Ensenyaments Tècnics i Ensenyaments Professionals, reafirmant el principi del Pla Pidal que només els estudis realitzats en els establiments públics tindrien validesa acadèmica.
Amb la Llei Moyano, doncs, s'implanten definitivament els grans principis del moderantisme històric: 
- Gratuïtat relativa per a ensenyament primari
- Centralització
- Uniformitat
- Secularització
- Llibertat d'ensenyament limitat

Respecte als requisits per obtenir l'autorització dels centres privats, la llei manté el criteri de graduar les exigències. Així, en la instrucció primària bastarà amb tenir vint anys complerts i posseir el títol de Mestre; en canvi, per a l'ensenyament secundari s'incrementen els requisits, havent de destacar-se la necessitat que el professorat ostenti la titulació corresponent, es realitzi un dipòsit de fiança i es proclami la submissió del reglament intern de l'establiment a les disposicions dictades pel Govern. Si, d'altra banda, el col·legi privat desitgés obtenir el benefici de la incorporació, o sigui, la validesa acadèmica dels estudis cursats, els requisits serien majors, amb especial èmfasi en la titulació -l'exigida pels Catedràtics d'Institut-, subjecció als mateixos programes que els centres públics i examen anual en els Instituts al fet que estiguin incorporats els col·legis (art. 51).
Com és comprensible, el més destacable d'aquesta Llei va ser el control absolut i directe de les institucions establertes a Madrid, sent el govern central amo, gestionant la mateixa, a través del Real Consell d'Instrucció Pública. També s'entén la uniformitat per la qual apostava el Govern a l'hora de realitzar aquesta Llei, fent-la secular, gratuïta durant el primer ensenyament i pagada en la seva segona etapa.
El que no podem eludir era el caràcter esbiaixat pel que concerneix la dona, ja que aquesta ocupava un paper passiu on no era comuna la seva culturització, per la qual cosa es van usar mitjans exclusius per a la dona, creant matèries específiques per a les dones dins de l'educació, amb Magisteri com a única titulació apta per a les dones.
L'estructura del sistema educatiu era bàsicament la següent: 
- Primer Ensenyament, impartit a les escoles i de caràcter gratuït.
- Segon Ensenyament, impartit en instituts, atorgaven el dret a examinar-se per obtenir el grau de Batxiller en Arts (imprescindible per iniciar els ensenyaments facultatius i recomanable per optar als ensenyaments superiors).
- Ensenyaments facultatius (inicialment Filosofia, Dret, Ciències, Medicina, Farmàcia i Teologia), que s'impartien a les Universitats, donaven accés al títol de Batxiller, Llicenciat i, de continuar-se, al títol de Doctor.
- Ensenyaments Superiors, impartits a les Escoles Superiors per a títols d'Enginyeria, Belles arts (Arquitectura, Pintura i escultura, Música...), Diplomàtica i Notariat.
- Ensenyaments Professionals, que s'impartien en centres específics per a títols de Mestre de primer ensenyament, Veterinari, Professors mercantils, Nàutica, i de Mestres d'Obres/Aparelladors/Agrimensores.

### Sexenni Democràtic
Després del triomf de la Revolució de 1868, amb l'arribada a el poder del liberalisme, s'implanta a Espanya la llibertat total d'ensenyament com a primer pas cap a la supressió de l'ensenyament estatal. La descentralització va produir, però, efectes oposats als buscats, i les províncies i alguns municipis van crear amb fons públics, universitats i instituts de segon ensenyament i no escoles per les classes populars, i en altres municipis rurals es van acomiadar mestres i van tancar escoles, o contractar per un menor salari mestres sense títol. Només uns mesos després d'haver-se aprovat el decret-llei de llibertat d'ensenyament, el mateix ministre que l'havia signat, Manuel Ruiz Zorrilla, renunciava el liberalisme teòric i afirmava que considerava necessari un període de dictadura, més o menys llarga, perquè tots els espanyols sabessin llegir i escriure.

## II República
Els primers decrets o principis aprovats en la II República van ser els següents:
- Bilingüisme: es defensa o reivindica des de Catalunya. S'expressarà en un Decret de 1931 en el qual es reconeix l'existència de diferents llengües. El Decret diu que, en el cas català, l'ensenyament es practicarà en llengua materna fins als 8 anys a l'escola, o bé castellà o bé català.

- Reorganització del Consell d'Instrucció Pública, el president de la qual va ser Miguel de Unamuno (rector).

- L'ensenyament religiós: aquest tema es plasmarà publicant un decret sobre congregacions i confessions religioses. Aquest regula i suprimeix l'obligatorietat de l'ensenyament de la religió, basant-se en la llibertat religiosa i la llibertat de consciència del nen i del mestre.

- Creació de les Missions Pedagògiques. Suposaria una continuació de la idea de la ILE anomenada “extensió universitària” i l'objectiu era estendre la cultura general o modernització docent, l'educació en llogarets, viles i llocs que ho necessitin, fonamentalment en població rural, i l'educació ciutadana.

- L'atenció a l'escola primària, ja que es pensava que era la pedra angular de l'educació. Es va proposar la construcció de 27.000 escoles (el repte més important) per escolaritzar al milió de nens que no assistien a l'escola perquè en aquell moment no hi havia. La creació es faria a través d'un “Pla quinquennal”:
  - 1ª any: 7.000 escoles
  - 2º any: 5.000 escoles
  - 3ª any: 5.000 escoles
  - 4º any. 5.000 escoles
  - 5º any. 5.000 escoles

El problema va ser que necessitaven finançament, prop de 400 milions de pessetes a través del deute públic. Cal adonar-se que en aquest moment hi ha una recessió econòmica (el crack del 29). Al final, no es van construir les escoles planejades.
S'intenta dotar d'una llei educativa d'acord amb el pensament de la II República, i Lorenzo Luzuriaga va ser qui va elaborar el document amb els següents principis bàsics:
- L'educació pública havia de ser una funció essencial de l'Estat. No obstant això, pot delegar a la regió, al municipi… sempre que aquestes entitats justifiquin solvència econòmica i cultural. S'accepta l'existència de l'ensenyament privat sempre que no persegueixi finalitats polítiques o partidistes.

- L'educació pública ha de ser laica. L'escola ha de donar informació només sobre la història de les religions com una altra matèria més, amb especial referència a la religió catòlica. Si els pares ho sol·licitessin, l'Estat hauria de posar els mitjans oportuns per subministrar aquest ensenyament religiós, però sempre fora de l'escola.

- L'ensenyament ha de ser gratuït, especialment en la primària. Per a la Universitat es reserva un 25% de matrícula gratuïta.

- L'educació ha de tenir un caràcter actiu i creador, també permanent, donant cursos de perfeccionament al professorat.

- L'educació pública ha de tenir un caràcter social, l'escola ha d'integrar-se en la societat i, per tant, haurà d'haver-hi una major connexió entre els pares i la comunitat educativa.

- Defensen la coeducació, és a dir, la no separació de sexes o, cosa que és el mateix, l'educació mixta, on els nens i nenes han de formar-se junts conforme a un mateix programa, i aquesta idea seria aplicable a tots els graus d'ensenyament.

- L'educació pública constitueix un tot unitari, integrat per 3 nivells amb comunicació entre ells:
  - Primària. Tindria 2 modalitats: voluntària (4-6 anys) i Bàsica (6-12 anys)
  - Secundària. Consistiria en 2 cicles: prolongació de primària (12-15 anys) i preparació per a cursos universitaris (15-18 anys)
  - Superior o tram universitari

- El professorat. Es necessita que el docent estigui convençut del programa pedagògic perquè aquest no fracassi, necessitant-se per tant, una conscienciació i preparació adequades per part dels mestres.

Durant la II República ens trobem amb dos períodes ben diferenciats: el bienni progressista (1931-1933) i el bienni conservador (1934-1936).

### Primer bienni de la Segona República Espanyola (1931-1933)
Durant el bienni progressista es produeixen profundes transformacions educatives. El 1931 es regula l'educació d'adults a través del Decret del Patronat de Missions Pedagògiques, que suposa un precedent de l'animació sociocultural. Els seus destinataris habitaven les zones més allunyades, desateses o deprimides del territori espanyol. Tenien un enfocament educatiu i cultural, però no instructiu, ja que es va pretendre dinamitzar la motivació i el gaudi cultural més que posar l'accent en els continguts o en l'alfabetització en sentit estricte. El seu objectiu era difondre la cultura general, l'orientació docent i l'educació ciutadana en llogarets, viles i llocs amb atenció especial a la població rural. Les activitats que es duien a terme eren variades i atenien a diversos propòsits:
- Culturals: biblioteques populars, lectures públiques, conferències sobre temes variats (sanitaris, agraris), sessions de cinema, etc.
- Socials: reunions amb els responsables de les missions, conferències sobre temes polítics, etc.
- Socioeducatius: activitats directament connectades amb elements de l'educació formal i reglada, com ara cursets de perfeccionament per a mestres de la zona, etc.

En 1932 es va crear la secció de Pedagogia a la Facultat de Filosofia i Lletres de la Universitat de Madrid. Durant aquest mateix any es va aprovar el Decret sobre la Inspecció del Primer Ensenyament, que va concebre als inspectors amb un perfil tecnicopedagògic, com facilitar dots de l'aprenentatge que podien i havien d'orientar als mestres. Aquest decret va suposar una revolució. Es va crear també la Inspecció General de Segon Ensenyament, seguint les mateixes directrius generals que la de Primària. També es va aprovar el Decret d'Inamovibilitat dels Inspectors, per evitar les interferències del poder polític en la seva tasca. Es va propiciar que poguessin treballar amb independència, autonomia i estabilitat per exercir la seva professió i es va considerar una mesura molt important. Al mateix temps, es van crear les Juntes d'Inspectors per facilitar la coordinació i la comunicació entre els mateixos.
El 1933 es va aprovar la Llei de Confessions i Congregacions Religioses que va privar a l'estament eclesiàstic de les funcions docents. Per evitar els problemes que causava el seu retir es va crear la Junta de Substitucions, la qual cosa significava que quan un professor no podia acudir a les seves classes un altre mestre el substituïa.
Es va aprovar una petita reforma de la Universitat on, entre altres mesures, es pren nota de les reclamacions dels alumnes i s'eliminen els exàmens de cada assignatura. Es crea la Universitat d'Estiu Internacional de Santander.

### Segon bienni de la Segona República Espanyola (1934-1936)
Les eleccions de 1933 donen el poder a la coalició CEDA de Gil Robles, un partit de dretes. Es va produir un gir en la política republicana que va influir decisivament a l'educació i que es va conèixer com a «contrareforma educativa»:
- Disminució del nombre d'alumnes
- Prohibició de la coeducació en escoles primàries, la qual cosa significava que nens i nenes havien d'estudiar per separat.
- Supressió de la Inspecció Central d'Educació, argumentant la manca de diners
- Supressió del Decret d'Inamovibilitat dels Inspectors
- A la Universitat, es va suprimir la representació estudiantil en els òrgans de govern.

No obstant això, no tot resulta negatiu, ja que arriba al poder Filiberto Villalobos qui va reprendre la creació de moltes escoles. Se li deu la confecció dels set cursos de batxillerat.

## Franquisme

### Llei sobre Educació Primària de 1945
Promulgada en la postguerra espanyola, aquesta llei solament va afectar l'ensenyament primari i va ser complementada, tardanament, per un Decret de 1967. Recollia la ideologia del règim de Franco considerant l'educació com un dret de la família, l'Església i l'Estat, per la qual cosa aquesta es veia marcada, com és comprensible, pel pensament nacional-catòlic d'orientació feixista, encara que particularment redissenyat pel franquisme, partint de les idees que plantejava José Antonio Primo de Rivera.
Per això, l'educació primària tenia un caràcter confessional, patriòtic, social, intel·lectual, físic i professional. Establia la seva obligatorietat, gratuïtat i la separació de sexes, així com l'ús preceptiu de la llengua espanyola en tot el territori nacional.
L'ensenyament primari comprenia des dels sis als dotze anys i s'impartia en diversos tipus d'escoles: nacionals, de l'Església, de patronat i privades. El currículum estava centralitzat i organitzat de forma cíclica, agrupant els coneixements en tres tipus: instrumentals, formatius i complementaris.
Aquesta llei establia els drets i deures dels mestres i determinava la seva formació i el sistema d'ingrés mitjançant oposició en el Cos del Magisteri Nacional Primari.

### Llei d'Ordenació de l'Ensenyament Mitjà de 1953
Aquesta llei, homòloga a l'anterior, regulava l'ensenyament secundari o mitjà i també va ser reformada el 1967. Era una llei confessional i ideològica. Als ensenyaments mitjans s'accedia mitjançant una prova d'ingrés. L'ordenació establia batxillerats de pla general i de pla especial. El batxillerat de pla general constava d'un batxillerat elemental de quatre anys de durada, una revàlida per accedir al batxillerat superior de dos cursos més i una altra revàlida. El batxillerat de pla especial, laboral, constava de cinc cursos i unes altres dues revàlides. A més, existia un curs de preparació per a la Universitat.

### Llei General d'Educacióde 1970.
La necessitat de canvi en els anys 70 era palès a Espanya en el nivell social, en el polític i en l'educatiu. Era necessària una llei que abastés la totalitat del sistema educatiu nacional. Es pretenia dotar al país d'un sistema educatiu més just, més eficaç i més d'acord amb les necessitats dels espanyols. Els criteris bàsics per a aquesta llei van ser la unitat, abastant els diferents nivells educatius, la interrelació entre ells, i la flexibilitat. La promulgació d'aquesta transcendental llei educativa va tenir lloc sent ministre d'Educació el Sr. J. L. Villar Palasí, veritable artífex de la mateixa
L'estructura del sistema educatiu va quedar establerta com segueix:
- Educació Maternal, de dos a quatre anys. Era voluntària i s'impartia fonamentalment en centres privats i guarderies.

- Educació Preescolar, de quatre a sis anys. Era voluntària i s'impartia en centres públics i privats per professors especialistes en Preescolar. El currículum es limitava als aspectes maduratius i a la preparació per a les matèries instrumentals: prelectura, preescriptura i precàlcul.

- Educació General Bàsica (EGB), de sis a catorze anys. Era obligatòria i gratuïta. Els vuit cursos estaven dividits en dues etapes (Primera Etapa els cinc primers cursos i Segona Etapa, els tres restants) i tres cicles.
  - El Cicle Inicial, de sis a vuit anys, comprenia els dos primers cursos.
  - El Cicle Mitjà, de vuit a onze anys, abastava els cursos tercer, quart i cinquè.
  - El Cicle Superior, de dotze a catorze anys, comprenia els tres últims cursos.

L'alumnat podia obtenir un d'aquests dos títols:
- Graduat Escolar, quan se superaven amb èxit els objectius dels vuit cursos d'EGB. Permetia a l'alumnat continuar estudis de Batxillerat o de Formació Professional.
- Certificat d'Escolaritat, que acreditava haver cursat els vuit anys d'escolaritat però no informava del seu aprofitament. Només donava accés a la Formació Professional o a l'abandó del sistema educatiu. L'estructura interna de les matèries es va establir en les Noves Orientacions Pedagògiques (1970). El professorat d'aquesta Llei va abastar als antics Mestres de Primària homologats amb els procedents de la Reforma que per primera vegada els incloïa a la Universitat amb rang de Diplomats Universitaris i títols de professors d'Educació General Bàsica.

- Batxillerat Unificat Polivalent (BUP). Constava de tres cursos, dels quinze als divuit anys. Hi havia matèries comunes en el primer curs i una moderada diversificació després en funció de l'especialitat (lletres, ciències, i mixts de tots dos). Al seu terme, si se superaven amb èxit els ensenyaments, s'obtenia el títol de Batxiller. Per accedir a la Universitat calia fer el Curs d'Orientació Universitària (COU), que va néixer amb la pretensió d'orientar a l'alumne en l'elecció de carrera i va acabar sent un quart curs de Batxillerat, destinat, si per ventura, a superar la prova de Selectivitat.

- Formació Professional, destinada als alumnes que no obtinguessin el Graduat Escolar o bé als quals els interessés una qualificació professional per al món del treball. Tenia dos nivells: Formació Professional de Primer Grau, de dos anys de durada, i al terme de la qual s'obtenia el títol de Tècnic Auxiliar si se superen els estudis (o el Certificat d'Escolaritat si no se superaven); i Formació Professional de Segon Grau, de tres cursos de durada, que permetia obtenir el títol de Tècnic Especialista. La Formació Professional es cursava en Instituts de Formació professional.

- L'Educació Especial es va veure fortament potenciada amb aquesta llei, igual que l'Educació d'Adults i l'Educació a Distància, amb la creació del CENEBAD (Centre Nacional d'Educació Bàsica a Distància), el INBAD (Institut Nacional de Batxillerat a Distància) i la UNED (Universitat Nacional d'Educació a Distància).

- L'Educació Superior s'impartia a les Universitats, a les quals s'accedia després de cursar el COU o la FP2. Tenia tres nivells: 
  - Diplomatura o primer cicle, de tres anys de durada. Es cursava a les Escoles Universitàries i no calia superar la Selectivitat. Al seu terme s'obtenia el Títol de Diplomat.
  - Llicenciatura, Enginyeria o Arquitectura, de cinc anys de durada. Es cursava en les Facultats Universitàries després de superar la Selectivitat.
  - Doctorat, màxim títol universitari. Exigia cursar determinats crèdits repartits en dos anys i acabava amb la presentació de la tesi doctoral.

El model d'ensenyament seguit en aquesta Llei va ser tecnocràtic, de línia conductista. Seguia en termes generals una idea de l'aprenentatge de tipus processal-productiu. El model de professor va ser conseqüentment tècnic i competent, que dissenyés bons programes amb objectius clars i mesurables.
La Llei General d'Educació va suposar un fort impuls a l'educació espanyola en reforçar i unificar el sistema educatiu, i introduir innovacions curriculars, organitzatives i tecnològiques. Entre les mesures més progressistes i avançades de la LGE destaquen:
- És la primera vegada que a Espanya, després de la Llei Moyano, es promulga una Llei que regula tot el sistema educatiu, des de l'educació preescolar fins a la universitària.
- Creació d'un tronc comú, l'Educació General Bàsica, de vuit anys de durada.
- Introducció de la Formació Professional en el sistema educatiu ordinari i la seva connexió amb la Universitat.
- Dignificació i elevació de la carrera de Magisteri al rang universitari.
- Establiment d'un sistema de beques per aconseguir la igualtat d'oportunitats entre els estudiants.
- Institucionalització de l'orientació escolar, personal i professional.
- Va aconseguir, per primera vegada, la plena escolarització dels espanyols en els nivells obligatoris, evitant la prematura selecció.
- Recomanació de mètodes actius, individuals, originals i creatius.
- Introducció del concepte d'avaluació contínua.

## Restauració democràtica
Llei Orgànica reguladora del Dret a l'Educació (LODE) de 3 de juliol de 1985Coneguda per les seves sigles LODE, no és una llei que afecta a l'estructura del sistema educatiu, sinó que regula la dualitat de centres docents, la participació en l'ensenyament de la comunitat educativa, el dret a l'educació i determina l'adreça democràtica, enfront de la tecnocràtica anterior. El seu desenvolupament més concret en els temes citats consta en el RD 2376/1985. Aquest Decret ha estat modificat parcialment pels Reglaments Orgànics d'Escoles d'Educació Infantil i de Col·legis d'Educació Primària i d'Instituts de Secundària i per l'Ordre de 29 de juny de 1994 per la qual s'aproven les instruccions que regula l'organització i funcionament de les Escoles d'Educació Infantil i dels Col·legis d'Educació Primària. Ha estat reformada en gairebé la seva totalitat per la LOPEG (Llei Orgànica de 9/1995 de 20 de novembre) de l'avaluació, la participació i el govern de centres docents.
Llei Orgànica General del Sistema Educatiu (LOGSE) de 1990
Llei Orgànica de Qualitat de l'Educació (LOCE) de 2002
Llei Orgànica d'Educació (LOE) de 2006
Llei Orgànica per a la Millora de la Qualitat Educativa (LOMCE) de 2013 ;